# Doritaenopsis
× Doritaenopsis viết tắt trong thương mại là Dtps. là một chi lan lai giữa các chi Doritis and Phalaenopsis (Dor × Phal).
Bản mẫu:CommonsCat

## Hình ảnh

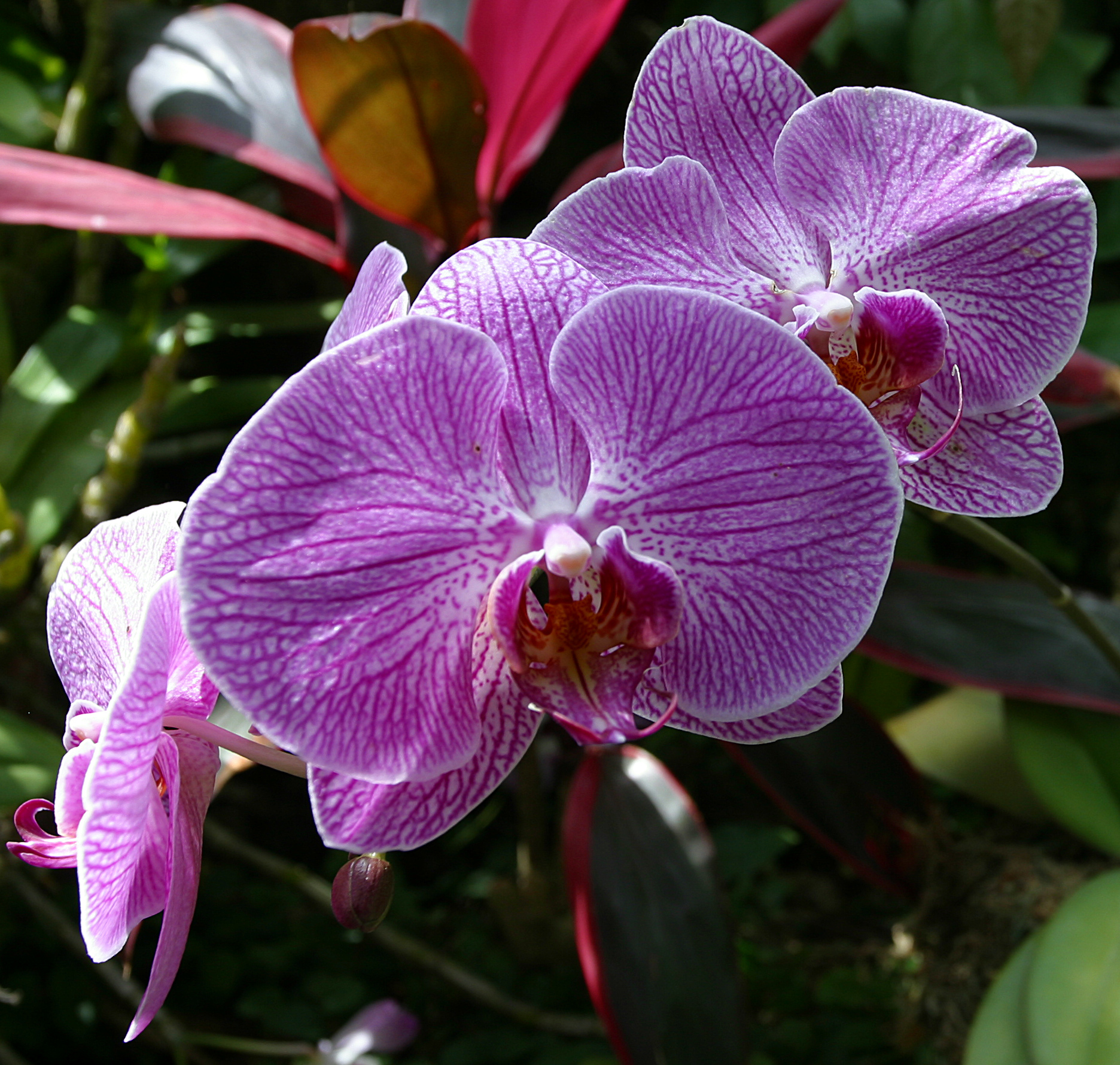